# COWBOY BEBOP SOUNDTRACK 1
『COWBOY BEBOP SOUNDTRACK 1』（カウボーイビバップ サウンドトラック ワン）は、1998年5月21日発売の菅野よう子による日本のテレビアニメ『カウボーイビバップ』のサウンドトラック・アルバムである。

## 収録曲
1. Tank!
2. RUSH
3. SPOKEY DOKEY
4. BAD DOG NO BISCUITS
5. CAT BLUES
6. COSMOS
7. SPACE LION
8. WALTZ for ZIZI
9. PIANO BLACK
10. POT CITY
11. TOO GOOD TOO BAD
12. CAR24
13. The EGG and I
14. FELT TIP PEN
15. RAIN
16. DIGGING MY POTATO
17. MEMORY

| スタブアイコン | サブスタブ | この項目は、まだ閲覧者の調べものの参照としては役立たない、アルバムに関連した書きかけの項目です。この項目を加筆・訂正などしてくださる協力者を求めています（P:音楽/PJ:アルバム）。 |